# Guillermo Ruiz Burguete
José Guillermo Ruiz Burguete (Città del Messico, 24 gennaio 1976) è un ex giocatore di football americano e allenatore di football americano messicano, che ha giocato come linebacker.